# Drosophila sigmoides
Drosophila sigmoides är en tvåvingeart som beskrevs 1872 av Friedrich Hermann Loew. Arten ingår i släktet Drosophila och familjen daggflugor. Artens förekommer i delar av USA, från Illinois till New York och söderut till Texas och Alabama.